# Lijst van beschermd erfgoed in Sambreville
Onderstaande tabel geeft een overzicht van de beschermde erfgoederen in de gemeente Sambreville. Het beschermd erfgoed maakt onderdeel uit van het cultureel erfgoed in België.
| Object | Bouwjaar/architect | Deelgemeente | Adres | Coördinaten                   | Nummer?                | Afbeelding |
| --- | ------------------ | ------------ | ----- | ----------------------------- | ---------------------- | --- |
| Oude toren, rue Saint Martin n°18 te Tamines |                    | Tamines      |       | 50° 25' 57" NB, 4° 36' 53" OL | 92137-CLT-0001-01 Info | Oude toren, rue Saint Martin n°18 te Tamines |
| De megaliet en polijstmachine op de neolithische site op een plaats genaamd "Les Tiennes de Jemeppe" en de neolithische site op een plek genaamd "Les Tiennes de Jemeppe"                                                                                              |                    | Velaine      |       | 50° 28' 51" NB, 4° 38' 12" OL | 92137-CLT-0002-01 Info | De megaliet en polijstmachine op de neolithische site op een plaats genaamd "Les Tiennes de Jemeppe" en de neolithische site op een plek genaamd "Les Tiennes de Jemeppe" |
| Het huis, aan ruelle Evraux, de gevels en daken van het hoofdgebouw (met uitzondering van de bijgebouwen aan de zijkant en achterkant) en het deel van de muur tussen het park en ruelle Evraux van perceel n°345, en het ensemble van het gebouw met park te Auvelais |                    | Auvelais     |       | 50° 26' 29" NB, 4° 38' 7" OL  | 92137-CLT-0003-01 Info | |
| De gevels en daken van de windmolen "Les Golettes" te Velaine, ensemble van de molen en de omgeving |                    | Velaine      |       | 50° 27' 48" NB, 4° 36' 5" OL  | 92137-CLT-0004-01 Info | De gevels en daken van de windmolen "Les Golettes" te Velaine, ensemble van de molen en de omgeving                                                                       |
| Begraafplaats des Fusillés, en gedenkteken te Tamines |                    | Tamines      |       | 50° 25' 52" NB, 4° 36' 53" OL | 92137-CLT-0005-01 Info | |